# 申长雨
申长雨（1963年6月—），男，河南南阳人，中国塑料成型及模具技术专家。

## 生平
1980年9月参加工作。1984年毕业于解放军铁道兵工程学院机械系。1986年12月加入中国共产党。1987年、1990年先后获大连理工大学硕士、博士学位。2009年当选中国科学院院士。
1997年2月至2000年7月，任郑州工业大学副校长。2000年7月至2003年2月，任郑州大学常务副校长（正厅级）。2003年2月至2012年8月，任郑州大学校长、党委副书记。2012年8月至2013年12月，任大连理工大学校长(副部长级)。
2013年12月，任国家知识产权局局长、党组书记。